# Dimizonops
Dimizonops là một chi nhện trong họ Thomisidae.